# Almanacco di Teotig
Amenun Daretsuytsy (Ամենուն Տարեցույցը, հայերեն տարեգիրք։) ovvero "almanacco per tutti", fu una pubblicazione periodica in lingua armena edita nell'impero ottomano dal 1907 al 1929. La rivista è indicata anche col termine generico di "Almanacco" accompagnato dal nome del suo ideatore, Teotig. 

## Storia
La rivista fu fondata dal giornalista e intellettuale armeno Teotig (1873-1928) e da sua moglie Arshakuhi Teotig, nel 1907, a Costantinopoli. La rivista cessò le sue pubblicazioni definitivamente nel 1929, poco dopo la morte di Teotig. Tutti i volumi ebbero grandi dimensioni comprese fra 296 a 736 pagine. L'Annuario fu pubblicato per la prima volta a Costantinopoli nel 1907 e fu pubblicato in questa città fino al 1923.
In seguito alla persecuzioni anti-armene dopo quella data, iniziò una peregrinazione durata fino al termine delle pubblicazioni.
Infatti nel 1924 rivide la luce a Parigi, nel 1925 a Vienna, nel 1926 a Venezia e nuovamente a Parigi nel biennio 1927-1929.

## Struttura
La rivista intendeva comprendere materiali utili per un qualsiasi almanacco, non solo letterario. Vi erano, infatti, presenti articoli riguardanti: 
- tempo libero e costume
- divulgazione scientifica
- memoires
- antologie di lettere
- armenologia
- critica letteraria e artistica
- filologia
- folklore
- storia
- statistica.

## Elenco
- L'Almanacco per tutti 1907, Costantinopoli, 1907, 298 pagine.
- L'Almanacco per tutti 1908, Costantinopoli, 1908, 376 pagine.
- L'Almanacco per tutti 1909, Costantinopoli, 1909, 382 pagine.
- L'Almanacco per tutti 1910, Costantinopoli, 1910, 396 pagine.
- L'Almanacco per tutti 1911, Costantinopoli, 1911, 412 pagine.
- L'Almanacco per tutti 1912, Costantinopoli, 1912, 419 pagine.
- L'Almanacco per tutti 1913, Costantinopoli, 1913, 395 pagine.
- L'Almanacco per tutti 1914, Costantinopoli, 1914, 448 pagine.
- L'Almanacco per tutti 1915, Costantinopoli, 1915, 400 pagine.
- L'Almanacco per tutti 1916-1920, Costantinopoli, 1920, 332 pagine.
- L'Almanacco per tutti 1921, Costantinopoli, 1921, 452 pagine.
- L'Almanacco per tutti 1922, Costantinopoli, 1922, 452 pagine.
- L'Almanacco per tutti 1923, Costantinopoli, 1923, 452 pagine.
- L'Almanacco per tutti 1924, Vienna, 1924, 432 pages.
- L'Almanacco per tutti 1925, Parigi, 1925, 392 pagine.
- L'Almanacco per tutti 1926, Parigi, 1926, 640 pagine.
- L'Almanacco per tutti 1927, Parigi, 1927, 656 pagine.
- L'Almanacco per tutti 1928, Parigi, 1928, 528 pagine.

## Periodici coevi in lingua armena
Periodici coevi in lingua armena furono: 
- «Burastan Mankantz»,
- «Hayrenik» («Հայրենիք»),
- «Tsaghik»,
- «Anahit», 1898-1911, ripresa tra il 1929-1940 e di nuovo tra il 1946-1949) celebre periodico letterario-culturale, *«Veratznund» (1917-1919),
- «Apaga» (1921-1924).

A tutti questi lavorò Arsciak Ciobanian.
Altri giornali e riviste diffuse furono:
- «Bagin» («Բագին») appendice letteraria della rivista socio-politica «Azadamard» («Ազատամարտ»),
- «Masis» «Մասիս»,
- «Shant» («Շանթ») di Meroujan Barsamian,
- «Biwzandyon» («Բիւզանդիոն»), (*Bisanzio),
- «La Patrie» in lingua francese diretta da Jean Minassian,
- «Mehyan»(«Մեհեան»),
- «Manzume i efkar» in lingua turca.

Tali riviste furono per lo più pubblicate a Costantinopoli.
A Smirne furono pubblicate 
- «Arevelean mamul» («Արևելեան մամուլ»)(*Stampa Orientale),
- «Hay grakanutivn» («Հայ գրականութիվն»)(*Letteratura Armena),

«Garun» («Գարուն»), (*Primavera) uscì a Mosca.
A Bucarest uscì la rivista «Շեբոր» (Shepor) (*La Tromba).